# Fredensborg
Fredensborg es una localidad del noreste de Selandia, Dinamarca. Se encuentra en el municipio de Fredensborg, dentro de la Región Capital, y tiene 8.356 habitantes en 2012.
Fredensborg se localiza al suroeste del lago Esrum, a equidistancia entre las ciudades de Elsinor (al noreste) y Hillerød (al suroeste), y a 9 km en línea recta de la costa del Oresund y la localidad de Humlebæk, que se ubican al este. Fredensborg tiene una estación de tren de la línea Lille Nord, que corre entre Elsinor y Hillerød.

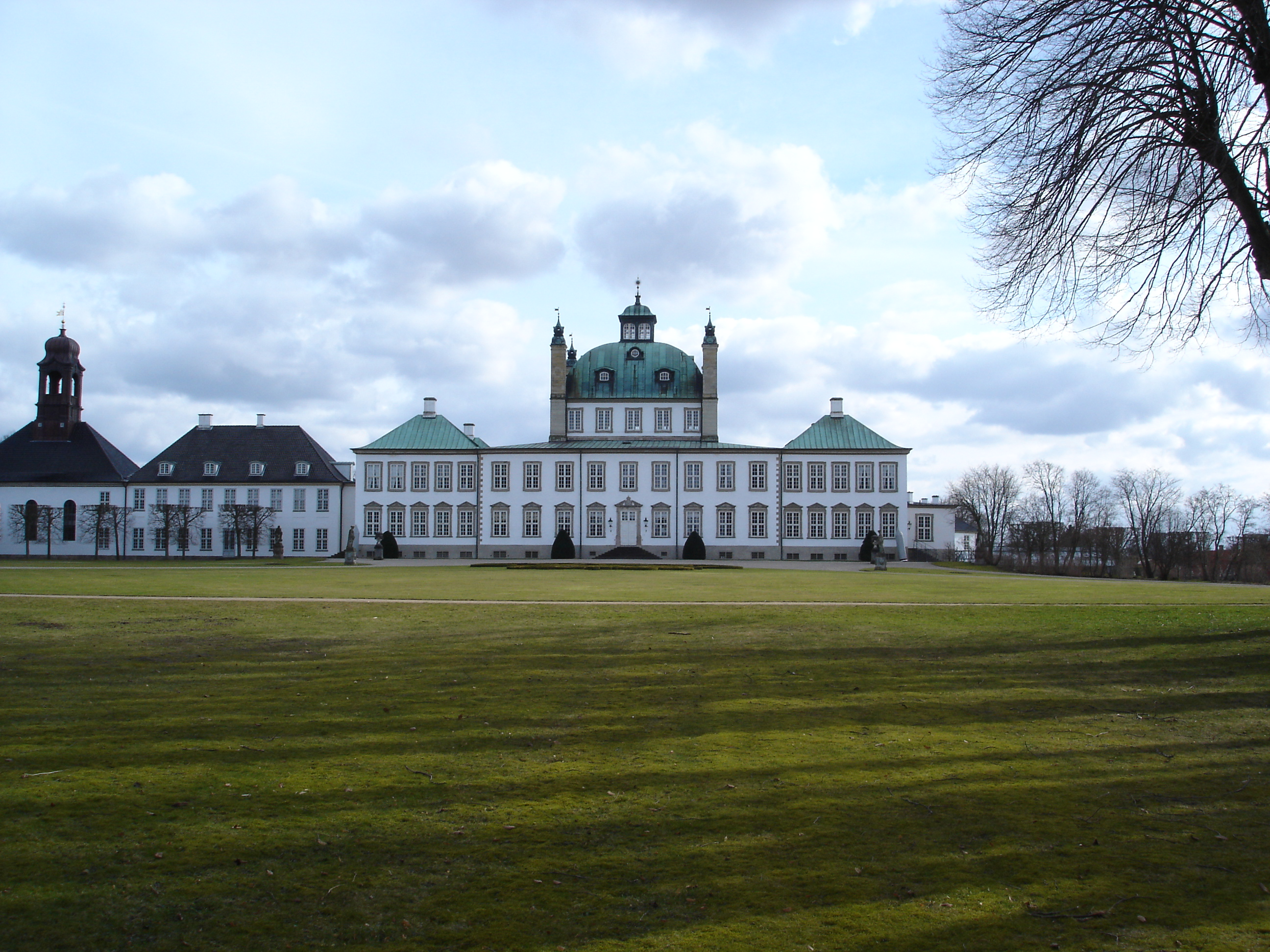
El palacio de Fredensborg.

La historia de la localidad está ligada al palacio de Fredensborg, cuyo nombre significa "castillo de la paz", un edificio barroco construido en el siglo XVIII para servir de residencia de la familia real danesa, en conmemoración a la victoria contra Suecia en la Gran Guerra del Norte (1700-1721). La presencia de la familia real fue determinante para el crecimiento de Fredensborg, que aprovechó el declive de Hørsholm y su palacio hacia finales del siglo XVIII. En su expansión, Fredensborg terminó por engullir los antiguos poblados rurales de Asminderød y Endrup. 
Entre 1970 y 2006 Fredensborg fue la capital del municipio de Fredensborg-Humlebæk. Este se fusionó en 2007 con el municipio vecino de Karlebo, constituyendo el actual municipio de Fredensborg, con Kokkedal como la nueva capital.
El palacio, el lago y la naturaleza circundante hacen que el turismo sea una de las principales actividades económicas en Fredensborg: hay hoteles, restaurantes, un club de golf y un sitio de acampada. Fredensborg es sede de la firma de jardinería Poulsen Roser, un proveedor oficial del rey de Dinamarca.
La iglesia de Asminderød, que sirve de parroquia a Fredensborg, es un templo rural del siglo XII, con una masiva torre gótica. La urbanización Bakkedraget fue diseñada por el arquitecto Jørn Utzon.